# David Gurfinkel

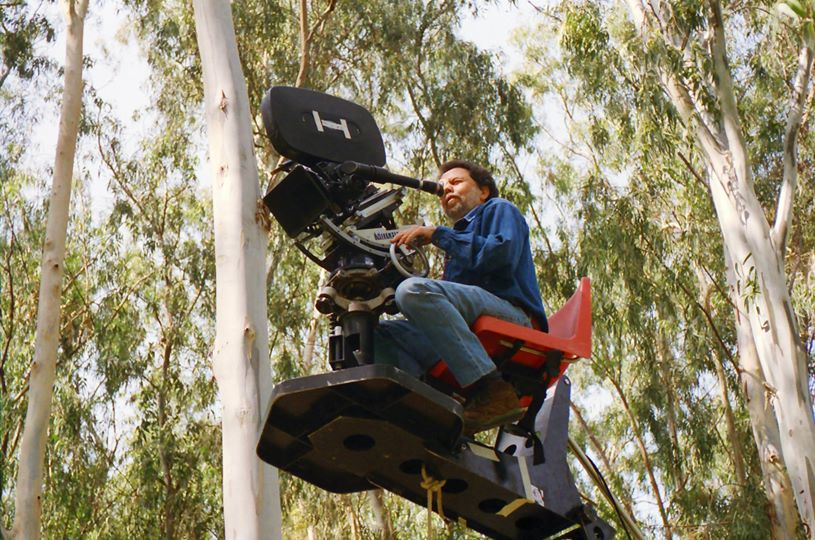
David Gurfinkel

David Gurfinkel (* 12. Dezember 1938 in Tel Aviv-Jaffa) ist ein israelischer Kameramann.

## Karriere
Kurz nach seinem Highschool-Abschluss ging David Gurfinkel für einige Monate zu den israelischen Streitkräften, bevor er bei den Geva-Studios als Fotoassistent eine Lehrausbildung begann. Dort lernte er sein Handwerk beim Herstellen von Spots, Wochenschauen und Propagandafilmen. Bereits mit 26 Jahren wurde er vom israelischen Regisseur Uri Zohar als Kameramann für dessen Komödie Loch im Mond engagiert. Daraus entwickelte sich eine langjährige Freundschaft und Zusammenarbeit, die unter anderem Filme wie Moishe Ventalator, Shlosha Yamim Veyeled, Einayim G’dolot und die letzte gemeinsame Zusammenarbeit von 1988 mit der Komödie Lool umfasst. Außerdem war er insbesondere in den 1980er Jahren an mehreren Produktionen von Cannon Films beteiligt.
David Gurfinkel ist der Vater von Johnathan Gurfinkel und Yoav Gurfinkel.

## Filmografie (Auswahl)
- 1964: Loch im Mond (Hor B’Levana)
- 1966: Moishe Ventalator
- 1969: Shlosha Yamim Veyeled
- 1974: Einayim G’dolot
- 1977: Phantom Kid (The Phantom Kid)
- 1978: Der Fuchs im Hühnerstall (Ha-Shu’al B’Lool Hatarnagalot)
- 1979: Der Magier (The Magician of Lublin)
- 1980: Star Rock (The Apple)
- 1980: Hasenjagd 3 (Imi Hageneralit)
- 1981: Ninja, die Killer-Maschine (Enter the Ninja)
- 1982: Der Wind der Wüste (Hamsin)
- 1983: Die Rückkehr der Ninja (Revenge of the Ninja)
- 1983: Sahara
- 1984: Das nackte Gesicht (The Naked Face)
- 1985: Bittere Küsse (Elef Nishikot K’tanot)
- 1985: Rappin’ – Asphaltvibration (Rappin')
- 1986: America 3000 (America 3000)
- 1986: Delta Force (The Delta Force)
- 1987: Rumpelstilzchen (Rumpelstilskin)
- 1987: Dornröschen (Sleeping Beauty)
- 1987: Des Kaisers neue Kleider (The Emperor’s New Clothes)
- 1987: Over the Top
- 1988: Lool
- 1988: Rendezvous mit einer Leiche (Appointment with Death)
- 1989: Aviyas Sommer (Ha-Kayitz Shel Aviya)
- 1991: Cover Up
- 1991: In der Gewalt der anderen (Held Hostage: The Sis and Jerry Levin Story)
- 1992: American Samurai
- 1992: Blink of an Eye
- 1993: Turtles III (Teenage Mutant Ninja Turtles III)
- 1994: Wahl und Schicksal (Ha-Behirah V’Hagoral)
- 1995: Unter dem Maulbeerbaum (Etz Hadomim Tafus)
- 1998: Drei Schwestern (Shalosh Achayot)
- 2000: The Last Warrior (The Last Patrol)
- 2001: The Order
- 2004: Turn Left at the End of the World
- 2009: A Matter of Size